# Henri Guiheneuf
Pour les articles homonymes, voir Guiheneuf.
Henri Guiheneuf, né le 28 juin 1922 à Saint-Joachim et mort le 1er février 2011 à Reims (Marne), est un pêcheur français licencié à la Fédération française de pêche sportive au coup.

## Palmarès
- Champion du monde de pêche sportive au coup en eau douce individuel en 1966 (à Marthan Ferry);
- Champion du monde de pêche sportive au coup en eau douce par équipes en 1963 (à Wormeldange), 1964 (à Isola Pescaroli), 1966 (à Marthan Ferry), 1968 (à Fermoy), 1972 (à Prague);
- Vice-champion du monde de pêche sportive au coup en eau douce par équipes en 1967 (à Dunaújváros);
- 3e des championnats du monde de pêche sportive au coup en eau douce par équipes en 1965 (Galați), 1969 (Bad Oldesloe), 1970 (Berg aan de Maas), et 1971 (Peschiera del Garda);
- Champion de France de pêche sportive au coup en eau douce individuel en 1966, et 1972 (à Saint-Lô les deux fois);
- Vice-champion de France de pêche sportive au coup en eau douce individuel en 1964 (à Coulon (Niort));
- 3e des championnats de France de pêche sportive au coup en eau douce individuel en 1969 (à Auxerre).